# Jeffrey A. Hoffman
Jeffrey Alan Hoffman (* 2. November 1944 in Brooklyn, New York) ist ein ehemaliger US-amerikanischer Astronaut. 

## Ausbildung
Hoffman erhielt 1966 einen Bachelor in Astronomie vom Amherst College und 1971 eine Promotion in Astrophysik von der Harvard University. 1988 erhielt er einen Master in Materialwissenschaften von der Rice University.
Von 1972 bis 1975 arbeitete Hoffman an der University of Leicester in Großbritannien an der Entwicklung verschiedener Weltraumröntgenteleskopen und anderen Experimenten zur Röntgenstrahlung. So war er auch an einem Röntgenexperiment für den Satelliten EXOSAT der ESA beteiligt.
Von 1975 bis 1978 arbeitete er als Projektwissenschaftler im Weltraumforschungszentrum des Massachusetts Institute of Technology (MIT).

## Astronautentätigkeit
Im Januar 1978 wurde Hoffman von der NASA als Astronautenanwärter ausgewählt. Während der Vorbereitungen zu den ersten Shuttle-Flügen arbeitete am Flugsimulationslabor in Downey. Er war Mitglied der Unterstützungsmannschaft für die Space-Shuttle-Mission STS-5 und arbeitete als Verbindungssprecher (CAPCOM) für die Missionen STS-8 und STS-82. Ferner war er Repräsentant des Astronautenbüros für Nutzlastsicherheit. Er arbeitete in der Entwicklung eines Raumanzugs für Weltraumausstiege und an den Vorbereitungen für den Aufbau der Internationalen Raumstation (ISS). 1996 wurde er Leiter der Abteilung Payload and Habitability des Astronautenbüros.

### STS-41-F
STS-41-F war für August 1984 mit der Discovery geplant. Dies wäre der erste Flug der Discovery gewesen, wenn sie nicht aufgrund von Verspätungen der Nutzlast abgesagt worden wäre. Als Besatzung waren Karol J. Bobko, Donald E. Williams, Rhea Seddon, David Griggs und Jeffrey Hoffman vorgesehen. Der Flug wurde dann STS-51-E.

### STS-51-E
Dieser Flug der Challenger wurde wegen Problemen der IUS-Oberstufe abgesagt. Es hätte ein TDRS-Satellit ausgesetzt werden sollen. Als Besatzung waren nebst Hoffman Karol Bobko, Donald Williams, Rhea Seddon, David Griggs, der französische Nutzlastspezialist Patrick Baudry und der Politiker Jake Garn vorgesehen.

### STS-51-D

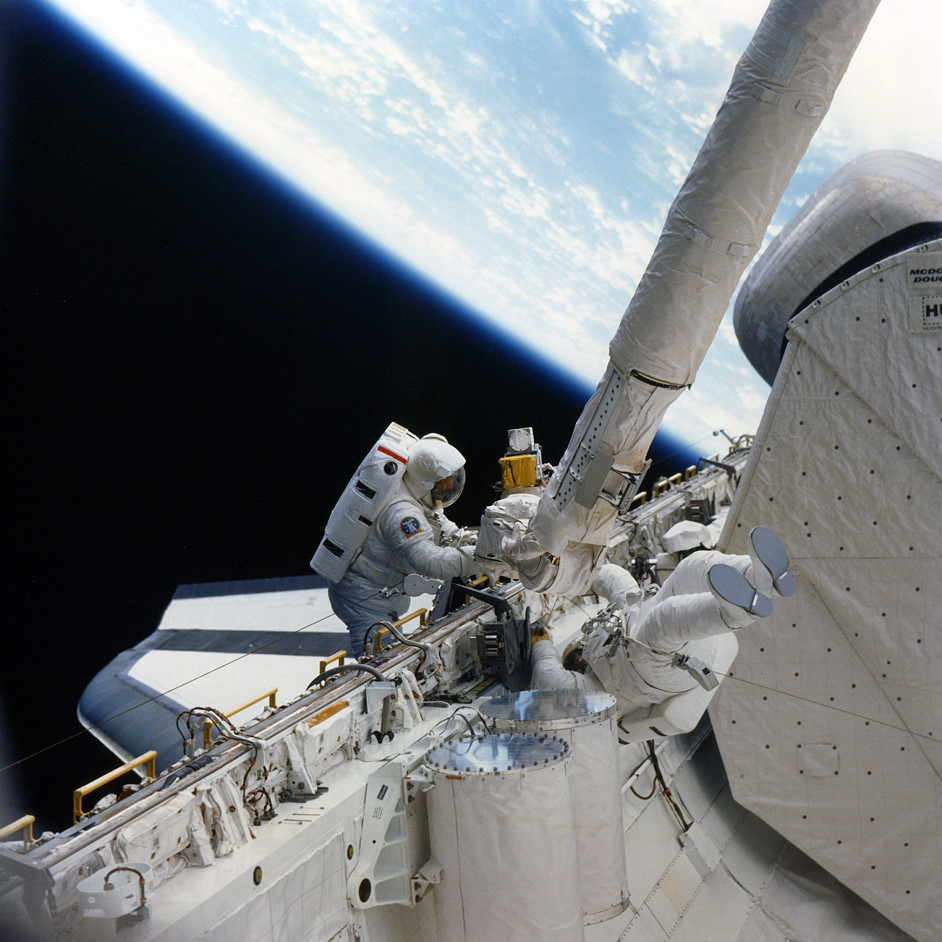
Hoffman und Griggs während des Weltraumausstiegs

Am 12. April 1985 startete Hoffman als Missionsspezialist mit der Raumfähre Discovery zum ersten Mal ins All. Nutzlast waren die beiden Satelliten TELESAT-9 und LEASAT-3. Beim letzteren funktionierte jedoch die automatische Inbetriebnahme der Antenne und des Triebwerks nicht. Bei einem Weltraumausstieg konnte Hoffman mit seinem Astronautenkollegen David Griggs diesen Defekt nicht beheben.

### STS-61-E
Die Mission STS-61-E mit der Raumfähre Columbia hätte im März 1986 die ASTRO-1-Spacelab-Mission ins All bringen sollen. Nach der Challenger-Katastrophe wurde der Flug abgesagt. Die Mannschaft hätte aus Jon McBride, Richard N. Richards, David Leestma, Jeffrey Hoffman, Robert Parker, Samuel T. Durrance und Ronald A. Parise bestanden.

### STS-71-A
Die Mission STS-71-A mit der Raumfähre Atlantis hätte am 12. Januar 1987 die ASTRO-2-Spacelab-Mission ins All bringen sollen. Nach der Challenger-Katastrophe wurde der Flug abgesagt. Die Mannschaft hätte aus Jon McBride, Richard Richards, David Leestma, Jeffrey Hoffman, Robert Parker, Nutzlastspezialist Kenneth Nordsieck sowie einem der zwei weiteren Nutzlastspezialisten Samuel Durrance und Ronald Parise bestanden.

### STS-35
Am 2. Dezember 1990 startete Hoffman als Missionsspezialist mit der Raumfähre Columbia ins All. Bei diesem Flug kam es zu Startverzögerungen, so dass das erste Mal in der Geschichte zwei Space Shuttles startbereit auf den Startrampen gegenüberstanden. Hauptziel der Mission waren astronomische Beobachtungen mit den Geräten der ASTRO-1-Plattform im Bereich der UV- und Röntgenstrahlen. Während der Mission gab es einige technische Probleme; so funktionierten zum Beispiel die Displays zum Ausrichten der ASTRO-1-Teleskope nicht. Die Teleskope mussten deshalb von der Erde aus gesteuert werden. Die wissenschaftlichen Ziele konnten aber trotzdem zu etwa 70 Prozent erreicht werden.

### STS-46
Hoffman startete mit dem Space Shuttle Atlantis am 31. Juli 1992 zur Mission STS-46. Während des achttägigen Fluges wurde der Satellit EURECA ausgesetzt sowie Erprobungen mit dem Tethered Satellite System (TSS) durchgeführt.

### STS-61

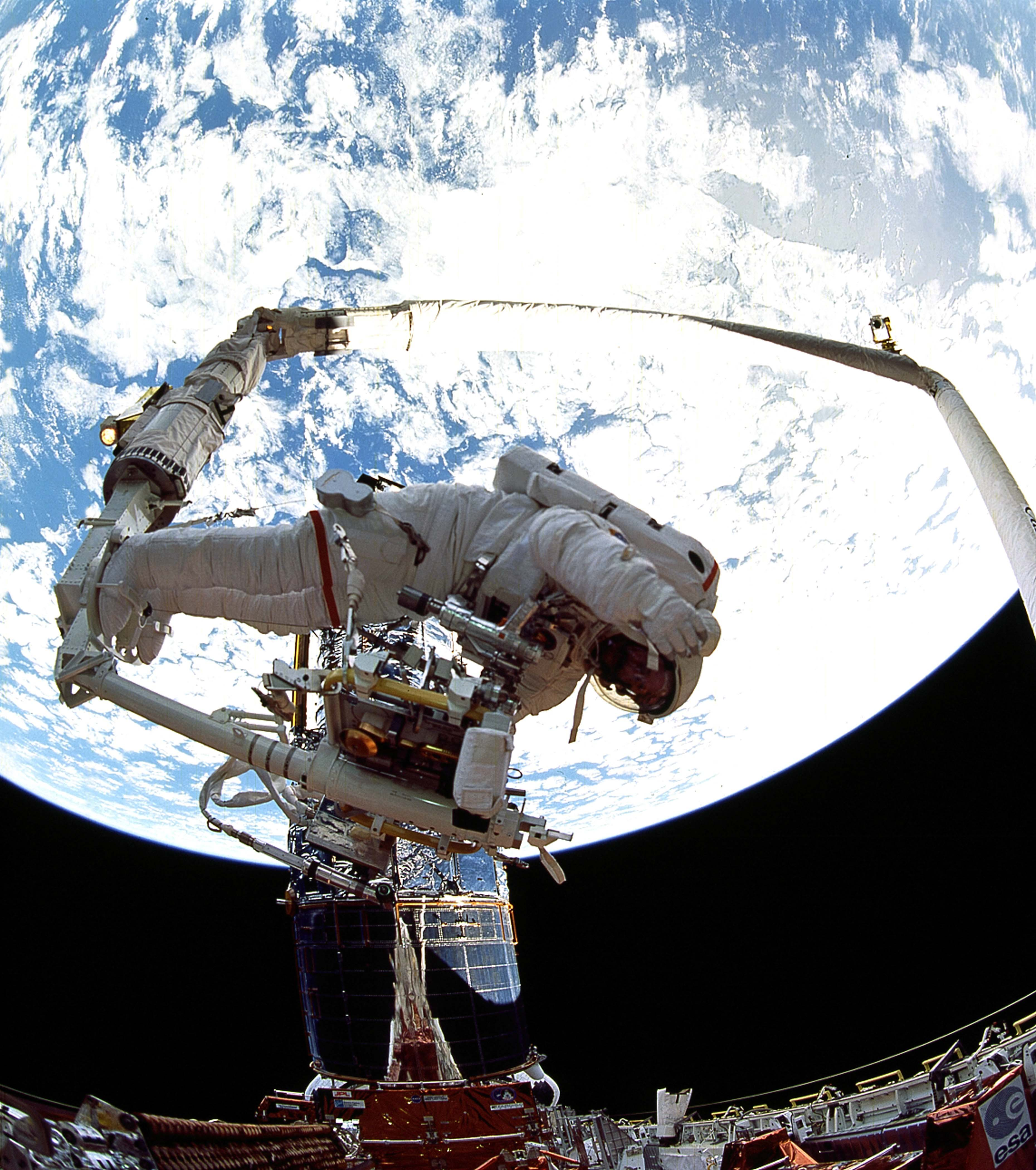
Hoffman bei der dritten EVA während STS-61

Hoffman flog am 2. Dezember 1993 als Missionsspezialist mit der Raumfähre Endeavour zum vierten Mal ins All. Es war die erste Reparaturmission des Hubble-Weltraumteleskops (HST). Der Hauptspiegel des dreieinhalb Jahre zuvor gestarteten Observatoriums war fehlerhaft, was zu unscharfen Bildern führte. Hoffman nahm an drei der fünf Außenbordarbeiten (EVAs) teil, die erforderlich waren, um das Korrekturinstrument COSTAR- und die WF/PC-II-Kamera zu installieren. Ferner wurden die Solarpaneele zur Stromversorgung des HST ersetzt.

### STS-75
Am 22. Februar 1996 startete Hoffman als Missionsspezialist mit der Raumfähre Columbia zu seiner letzten Mission ins All. Hauptaufgaben der Mission waren das erneute Aussetzen eines Tethered Satellite Systems (TSS) und Experimente mit der United States Microgravity Payload (USMP-3). TSS demonstrierte erfolgreich die Möglichkeiten, mit einem gespannten Kabel Elektrizität zu produzieren. Das TSS-Experiment lieferte wertvolle Ergebnisse, bevor das über 19 km lang ausgefahrene Kabel riss.

## Nach der NASA
Im Juli 1997 schied Hoffman aus dem Astronautenprogramm aus und wurde Europarepräsentant der NASA in Paris. Dort war er für die Koordination der Weltraumprojekte der USA und Europas zuständig. Ab August 2001 wechselte er als Professor für Luft- und Raumfahrt zum Massachusetts Institute of Technology (MIT). Seit 2005 ist Hoffman leitender Mitarbeiter des Massachusetts Space Grant Consortium in der Luft- und Raumfahrtabteilung des MIT.

## Privates
Jeffrey Hoffman ist verheiratet und hat zwei Kinder. Hoffman war der erste amerikanisch-jüdische Astronaut. Bei seinen Fahrten in das Weltall führte er jüdische Gegenstände mit sich, etwa einen kleinen Chanukka-Leuchter oder einen Dreidel. 1996, bei seinem letzten Flug, nahm er eine Tora mit an Bord des Space Shuttles Columbia.